# Primera División de balonmano 1962-63
La Primera División de balonmano 1962-63 fue la 5.ª edición de la máxima competición de balonmano de España. Se desarrolló en tres fases. La primera constaba de ocho ligas compuestas por diferentes sectores, clasificándose los primeros de cada una. La segunda fase, denominada fase de campeones de sector, constaba de dos grupos que disputaban sus partidos en formato de liga, enfrentados todos contra todos a doble vuelta. Los dos primeros de cada grupo se disputaron la final.

## Clasificación

### Fase de campeones de sector

#### Grupo A
| N. | Equipo             | PJ | PG | PE | PP | PTS |
| 1  | Atlético de Madrid | 6  | 6  | 0  | 0  | 12  |
| 2  | OAR Gracia         | 6  | 3  | 0  | 3  | 6   |
| 3  | Salleko            | 6  | 3  | 0  | 3  | 6   |
| 4  | Boscos             | 6  | 0  | 0  | 6  | 0   |

#### Grupo B
| N. | Equipo         | PJ | PG | PE | PP | PTS |
| 1  | Granollers     | 6  | 4  | 1  | 1  | 9   |
| 2  | Automovilismo  | 5  | 3  | 1  | 1  | 7   |
| 3  | Valencia C. F. | 5  | 2  | 0  | 3  | 4   |
| 4  | Femsa          | 6  | 1  | 0  | 5  | 2   |

#### Final
La final tuvo lugar entre el Atlético de Madrid y el Granollers. El partido se disputó en Valencia y ganó el Atlético de Madrid por 19 goles a 12.